# ام‌وی کزموکا
ام‌وی کزموکا (به انگلیسی: MV Chetzemoka) یک کشتی است که طول آن ۲۷۳ فوت ۸ اینچ (۸۳٫۴ متر) می‌باشد. این کشتی در سال ۲۰۱۰ ساخته شد.